# Oleh Shturbabin
Oleh Valeriyovych Shturbabin –en ucraniano, Олег Валерійович Штурбабін– (Bakú, URSS, 22 de julio de 1984) es un deportista ucraniano que compitió en esgrima, especialista en la modalidad de sable.
Ganó tres medallas en el Campeonato Mundial de Esgrima entre los años 2003 y 2006, y cuatro medallas en el Campeonato Europeo de Esgrima entre los años 2004 y 2013.
Participó en los Juegos Olímpicos de Atenas 2004, ocupando el sexto lugar en la prueba por equipos.

## Palmarés internacional
| Campeonato Mundial | Campeonato Mundial     | Campeonato Mundial | Campeonato Mundial |
| Año                | Lugar                  | Medalla            | Prueba             |
| ------------------ | ---------------------- | ------------------ | ------------------ |
| 2003               | La Habana (Cuba)       | Medalla de bronce  | Sable por equipos  |
| 2005               | Leipzig (Alemania)     | Medalla de bronce  | Sable individual   |
| 2006               | Turín (Italia)         | Medalla de plata   | Sable por equipos  |
| Campeonato Europeo |                        |                    |                    |
| Año                | Lugar                  | Medalla            | Prueba             |
| 2004               | Copenhague (Dinamarca) | Medalla de bronce  | Sable por equipos  |
| 2010               | Leipzig (Alemania)     | Medalla de plata   | Sable por equipos  |
| 2010               | Leipzig (Alemania)     | Medalla de bronce  | Sable individual   |
| 2013               | Zagreb (Croacia)       | Medalla de bronce  | Sable por equipos  |